# Little Andaman
Klein-Andaman, engl. Little Andaman (in der Sprache der Onge: Gaubolambe oder Egu Belong) ist eine Insel der Andamanen im Golf von Bengalen, die zu Indien gehören. Östlich der Insel erstreckt sich die Andamanensee. Politisch gehört die Insel zum indischen Unionsterritorium Andamanen und Nikobaren. Sie ist die viertgrößte und südlichste Insel der Andamanen, mit einer Fläche von 734,4 km². Die relativ flache Insel steigt ganz allmählich bis zur höchsten Erhebung von 183 Metern im Zentrum an.
Von Rutland Island im Süden der aus mehreren Inseln bestehenden Gruppe Great Andaman ist sie durch die fast fünfzig Kilometer breite Duncan Passage getrennt. Als viertgrößte Insel der Andamanen trägt sie ihren Namen nicht wegen geringer Größe, sondern als „Gegenstück“ zu Great Andaman.

Gebiet der Onge (blau)

Die Insel ist Heimat der indigenen Onge, die bis vor rund 200 Jahren noch die gesamte Insel besiedelten. Seit 1957 sind nur noch Teile der Insel reserviert, nämlich die Siedlungen Dugong Creek im an der Nordostküste und South Bay im Süden der Insel.
Zur Volkszählung von 2001 hatte Little Andaman eine Bevölkerung von 17.528 in 4093 Haushalten, die sich auf 18 Dörfer an der Küste verteilten. Das Dorf Kwate-tu-Kwage an der Hut Bay im Osten der Insel hat einen Tiefwasserhafen und ist durch eine Öffnung im Korallenriff für Schiffe zugänglich.
Die Insel ist weitgehend von tropischem Regenwald bedeckt und beheimatet mehrere seltene Arten von Meeresschildkröten. 1960 begann die indische Regierung ein Programm zur wirtschaftlichen Nutzung des Regenwaldes, das jedoch später weitgehend aufgegeben wurde. Ein Gerichtsbeschluss bestätigte im Jahr 2002 den Schutz des Regenwaldes.